# Diocesi di Megalopoli di Peloponneso
La diocesi di Megalopoli di Peloponneso (in latino: Dioecesis Megalopolitana in Peloponneso) è una sede soppressa e sede titolare della Chiesa cattolica.

## Storia
Megalopoli è un'antica sede vescovile del Peloponneso in Grecia, suffraganea dell'arcidiocesi di Patrasso nel patriarcato di Costantinopoli.
Michel Le Quien identifica la sede con quella di Cristianopoli, sede con la quale Megalopoli fu unita nella seconda metà dell'XI secolo. La diocesi non appare in nessuna Notitia Episcopatuum del patriarcato costantinopolitano nel primo millennio cristiano. Le Quien attribuisce due vescovi a Megalopoli: Martirio, che avrebbe partecipato al concilio di Sardica; e Timoteo, che sottoscrisse nel 458 la lettera dei vescovi della Grecia all'imperatore Leone I dopo la morte di Proterio di Alessandria.
Dal 1933 Megalopoli di Peloponneso è annoverata tra le sedi vescovili titolari della Chiesa cattolica; la sede finora non è mai stata assegnata.

## Cronotassi dei vescovi greci
- Martirio ? † (menzionato nel 344)
- Timoteo † (menzionato nel 458)